# TT6
Pour les articles homonymes, voir TT6 (homonymie).
La tombe thébaine TT 6 est située à Deir el-Médineh, dans la nécropole thébaine, sur la rive ouest du Nil, face à Louxor en Égypte.
C'est la sépulture de Néferhotep et Nebnéfer, respectivement père et fils, qui vivaient à la fin de la XVIIIe, début de la XIXe dynastie.
Un autre Néferhotep, dit le Jeune, fils de Nebnéfer et petit-fils de Néferhotep est enterré dans la tombe TT216.

## Description
Néferhotep et Nebnéfer sont mentionnés dès l'entrée de la tombe. Néferhotep y est appelé chef des ouvriers dans la Place de Vérité.
Du côté droit de la chapelle Nebnéfer est représenté avec sa femme Iyi devant une déesse. Dans une autre scène Nebnéfer, sa femme Iyi et sa mère Ese présentent des offrandes, tandis que tout près Nebnéfer et Iyi jouent à un jeu. Dans la scène où Nebnéfer et sa femme adorent Rê-Horakhty, il est dit qu'il est le fils du dignitaire de la rive ouest, Néferhotep, chef des ouvriers dans la Place de Vérité.
Le côté gauche de la chapelle montre des scènes avec Néferhotep et son épouse Iyemouaou. Le couple apparaît avec plusieurs enfants ; leurs fils Nakhy, scribe de l'armée et guerrier dans la charrerrie de Sa Majesté et Mose, officier du service des transports à cheval de Sa Majesté. Une fille Touya est aussi devant ses parents.
Le plafond a deux inscriptions parallèles. Une pour Nebnéfer et son épouse, l'autre pour Néferhotep et son épouse.
Le naos contient plusieurs scènes. Néferhotep et Nebnéfer sont avec des parents devant Khnoum, Satis et Anoukis dans une scène, alors qu'ils sont devant Anoukis et le faucon Horus dans une autre.